# Hydropsyche suppleta
Hydropsyche suppleta là một loài Trichoptera trong họ Hydropsychidae. Chúng phân bố ở miền Australasia.